# Henri Vignes
 (septembre 2021).
La mise en forme du texte ne suit pas les recommandations de Wikipédia : il faut le « wikifier ».
Les points d'amélioration suivants sont les cas les plus fréquents. Le détail des points à revoir est peut-être précisé sur la page de discussion.
- Les titres sont pré-formatés par le logiciel. Ils ne sont ni en capitales, ni en gras.
- Le texte ne doit pas être écrit en capitales (les noms de famille non plus), ni en gras, ni en italique, ni en « petit »…
- Le gras n'est utilisé que pour surligner le titre de l'article dans l'introduction, une seule fois.
- L'italique est rarement utilisé : mots en langue étrangère, titres d'œuvres, noms de bateaux, etc.
- Les citations ne sont pas en italique mais en corps de texte normal. Elles sont entourées par des guillemets français : « et ».
- Les listes à puces sont à éviter, des paragraphes rédigés étant largement préférés. Les tableaux sont à réserver à la présentation de données structurées (résultats, etc.).
- Les appels de note de bas de page (petits chiffres en exposant, introduits par l'outil «  Source ») sont à placer entre la fin de phrase et le point final[comme ça].
- Les liens internes (vers d'autres articles de Wikipédia) sont à choisir avec parcimonie. Créez des liens vers des articles approfondissant le sujet. Les termes génériques sans rapport avec le sujet sont à éviter, ainsi que les répétitions de liens vers un même terme.
- Les liens externes sont à placer uniquement dans une section « Liens externes », à la fin de l'article. Ces liens sont à choisir avec parcimonie suivant les règles définies. Si un lien sert de source à l'article, son insertion dans le texte est à faire par les notes de bas de page.
- La présentation des références doit suivre les conventions bibliographiques. Il est recommandé d'utiliser les modèles {{Ouvrage}}, {{Chapitre}}, {{Article}}, {{Lien web}} et/ou {{Bibliographie}}. Le mode d'édition visuel peut mettre en forme automatiquement les références.
- Insérer une infobox (cadre d'informations à droite) n'est pas obligatoire pour parachever la mise en page.

Pour une aide détaillée, merci de consulter Aide:Wikification.
Si vous pensez que ces points ont été résolus, vous pouvez retirer ce bandeau et améliorer la mise en forme d'un autre article.
Jean Destieu (« Jean de l'été » en gascon, né Henri Joseph Victor Vignes le 23 septembre 1916 à Vic-en-Bigorre et mort le 11 mars 1985 à Vic-en-Bigorre) est un résistant et écrivain français.

## Biographie
Henri Vignes est le fils de Xavier Joseph Vignes et de Marie Berthe Pelanne. Ses études sont sanctionnées par un brevet supérieur et la première partie de la Capacité de droit. Il participe à la Seconde Guerre mondiale en qualité de chef de corps francs puis de volontaire de la France Libre. Blessé le 19 mai 1940 au cours d'une reconnaissance offensive qui lui valut la croix de Légion d'honneur et la Croix de guerre avec palme, il s'embarque, dès sa sortie des hôpitaux en juillet 1940, à Saint-Jean-de-Luz pour l'Angleterre où, lieutenant, il prend en charge la formation des premiers gradés de la France Combattante et la préparation des missionnaires envoyés en France (dont notamment Daniel Cordier).
"Vignes se distinguait des officiers de chasseurs par un dédain laïc de toute mystique du chef, par une façon presque terne, mais stricte, de porter la tenue, la coiffure surtout qui, pour lui, ne fut jamais « la tarte » dont nous étions si fiers, mais un béret noir. Et pourtant, l’ascendant que lui conférait sa compétence, la rigueur de ses exigences pour nous et surtout pour lui-même s’exerça d’emblée. Nul n’avait précisé si ce peloton formait des caporaux, des sous-officiers voire des aspirants mais, si l’on ne savait pas où il menait, il était évident que c’était Vignes qui le menait tambour battant. Aussi en porta-t-il le nom." Général Bourdis.
Affecté en avril 1942 à Pondichéry pour y commander les Cipayes face à la menace d'invasion japonaise, il est, quinze mois plus tard envoyé à la 1re DFL. Il est ensuite mis à disposition du Service Français de l'Information au Caire pour y publier le journal français libre La Marseillaise et être, à la radio égyptienne, le porte-parole de la France combattante.
De 1945 à 1949, il est conseiller général du canton de Vic-en-Bigorre sous l’étiquette du MLN.
En 1956, il est nommé chef du service des émissions de l'ORTF pour le Moyen-Orient. En 1958, il rejoint Radio Monte-Carlo en qualité de grand reporter et d'éditorialiste puis est nommé à la direction de Radio Nice.
À partir de 1962, il devient expert pour l’UNESCO dans le cadre de programmes d'aides aux pays en voie de développement. Il travaille ainsi en Côte d'Ivoire, au Mexique, à Cuba, en Algérie, en Bolivie, en Iran, au Pérou, au Salvador, au Vénézuela, en Uruguay.
Il prend sa retraite en 1975 et devient conservateur du château de Mauvezin, de 1980 jusqu'à sa mort le 11 mars 1985 sur la voie publique, à Vic-en-Bigorre.
Il était marié à Simone Renée Maréchal.
Henri Vignes est titulaire de la croix de chevalier de la Légion d'honneur, de la croix de guerre 1939-1945 et de la médaille de la Résistance.

## Ouvrages publiés
Sous le pseudonyme de Jean Destieu
- J'ai combattu Samory, Éditions Alsatia, coll. « Rubans Noirs » (no RN 37), 1965
- Nous étions des pirates, Éditions Alsatia, coll. « Rubans Noirs » (no RN 50), 1968
- Mission en Bolivie', Éditions Alsatia, coll. « Rubans Noirs » (no RN 52), 1968
- Équateur, Éditions Alsatia, coll. « Rubans Noirs » (no RN 54), 1968
- Guerre secrète au Pérou, Éditions Alsatia, coll. « Rubans Noirs » (no RN 56), 1969
- Les émeraudes de Colombie, Éditions Alsatia, coll. « Signe de Piste » (no NSDP 24), 1976
- La grande chevauchée de Gaston Phébus, Éditions Robert Laffont, 1978
- J'étais avec Cortès, Éditions Robert Laffont - traduit en portugais sous le titre (pt) Eu acompanhei cortês, Europa-América, 1968 et en espagnol sous le titre (es) Yo Acompañe a Cortes, Ediciones Mensajero, 1970
- Chasseur de la France Libre, 1978
- Mauvezin, chateau fort de Gaston Febus
- J'ai résisté en Bigorre : 1940-1945, Éditions du Val d'Adour, 2013[12]

Inédits
- Au Cœur du Gabon barbare (Roman tiré des aventures de Paul Belloni du Chaillu)
- Gorille mon ami ou Les secrets d'un Roi africain (Roman pour jeunes lecteurs de 13 à 18 ans)

Articles
- « Comment écrire le bigourdan », Bulletin de la Société académique des Hautes-Pyrénées,‎ 1980-1981
- « Le château de Mauvezin : problèmes de restauration », Bulletin de la Société académique des Hautes-Pyrénées,‎ 1984-1985

Sous le nom de Henri Vignes
- Aventures aux Indes
- Blitz, Calmann Levy, 1951
- De dague et de ruse, Casterman, coll. « Le rameau vert », 1959
- On complote… même à Tahiti, Fayard, 1962
- Le Trésor du Roi Luernos, Casterman, coll. « Relais-Histoire », 1962